# إنفانتا أديلغنديز (دوقة غيمارايس)
انفانتا أديلغنديز دي براغانزا (بالبرتغالية: Aldegundes de Bragança) (10 نوفمبر 1858 - 15 أبريل 1946)؛ هي إنفانتا برتغالية، بحيث كانت الابنة الرابعة لـ ميغيل الأول ملك البرتغال المنفي منذ 1834 وزوجته أديلايد من لوفنشتاين-فيرتهايم-روزنبرغ، أصبحت عضواً في أسرة بوربون-بارما بعد زواجها من الأرمل الأمير إنريكه، كونت بردي ابن الثالث لـ كارلو الثالث دوق بارما، لم تستطيع أنجاب أبناء له، ومع ذلك استطعت حمل لتسع مرات، بحيث انتهت أغلبها بـ الاجهاض، في عام 1905 توفي زوجها، وبذلك أصبحت أرملة، وبين عامي 1920-1928 أصبحت الوصية-غيابياً على ابن أخيها دوارتي نونو ذو الثاني عشر عاماً وذلك بعد تنازل شقيقها ميغيل عن مطالبه بالعرش البرتغالي، ادعت لقب دوقة غيمارايس (لقب يعطى عادة لـ رئيس مجلس النواب)، كان من أهداف الوصية استعادة النظام الملكي، بحيث وقعت اتفاق مع مانويل الثاني، بتمرير إدعياء إلى ابن أخيها، عاشت معه في سبينستين في النمسا، حتى احتلال النازيون لنمسا، بحيث غادرت العائلة نحو برن بـ سويسرا، بحيث توفيت في غونتين بالنمسا عن العمر يناهز 87 عاماً.